# Aphantopus parvocellata
Aphantopus parvocellata är en fjärilsart som beskrevs av Barend J. Lempke 1957. Aphantopus parvocellata ingår i släktet Aphantopus och familjen praktfjärilar. Inga underarter finns listade i Catalogue of Life.